# Siphona collini
Siphona collini là một loài ruồi trong họ Tachinidae.